# Sorojenec
Sorojenci so osebe, ki imajo vsaj enega skupnega roditelja. Moški sorojenec je brat, ženski pa sestra. Sorojenci imajo običajno skupne približno 50 % DNK.

## Polbratje
Če imata sorojenca le enega skupnega roditelja, sta polbrat oz. polsestra.